# 施恩 (主教)
施恩（法語：François-Lazare Seguin；1868年2月16日—1942年9月11日）是天主教法國籍主教及巴黎外方傳教會會士。曾任貴州省貴陽宗座代牧區宗座代牧（1913年-1942年）。

## 生平
施恩出生於1868年2月16日，在法蘭西第二帝國科多爾省的市鎮梅內賽爾。1888年，他於20歲時加入巴黎外方傳教會會士。1892年7月3日，施恩在24歲時晉鐸。1893年1月，施恩從法國赴中國貴州省傳教，易主教派他到貴陽城郊烏當學習中文。接著獲任為貴陽聖若瑟主教座堂助理司鐸，又先後擔任鎮寧洛別、黃果樹聖堂主任司鐸及貴陽六衝關修院院長。
1907年2月23日，施恩在39歲時獲時任教宗庇護十世任命為貴州宗座代牧區助理宗座代牧，領銜土耳其皮納拉教區。1849年3月18日，在貴陽聖若瑟主教座堂由貴州宗座代牧易德謙主教主禮，四川東境宗座代牧舒福隆主教襄禮晉牧。
1913年10月21日易德謙主教去世，施恩主教自動接受為貴州宗座代牧區宗座代牧。1924年12月3日，貴州宗座代牧區以教座所地更名為貴陽宗座代牧區，施恩主教繼續出任宗座代牧。
施恩主教任內分別主禮祝聖在1927年安龍宗座代牧賈祿主教和1933年貴陽助理宗座代牧藍士謙主教。
1942年9月11日，施恩主教在中華民國貴州省貴陽去世，年74歲。施恩主教遺體葬於貴陽大營坡教會墓地。